# Grant Kenny
Pour les articles homonymes, voir Kenny.
Grant Kenny, né le 14 juin 1963 à Maryborough, est un kayakiste australien. 

## Carrière
Grant Kenny participe aux Jeux olympiques de 1984 à Los Angeles et remporte la médaille de bronze en K-2 1 000 m avec Barry Kelly.